# Paragaleodes spinifer
Paragaleodes spinifer är en spindeldjursart som beskrevs av J. Birula 1938. Paragaleodes spinifer ingår i släktet Paragaleodes och familjen Galeodidae. Inga underarter finns listade i Catalogue of Life.